# Никољско-дворишченски сабор
Никољски сабор на Јарослављевом дворишчу (рус. Никольский собор на Ярославовом Дворище) саборни је храм под ингеренцијом Руске православне цркве. Налази се у граду Великом Новгороду, на подручју Новгородске области, на северозападу европског дела Руске Федерације.
Грађен је у периоду 1113–1136. и други је по старости новгородски храм (старији је једино Софијски сабор који се налази унутар суседног Кремља) и један од најстаријих хришћанских верских објеката на подручју данашње Русије. Оснивач храма био је тадашњи велики књаз Новгородски Мистислав I Велики. Храм је освештан 5. децембра 1136. године, након пуне 23 године градње.
Црква се од 1992. године налази на Унесковој листи светске баштине као део комплекса Историјски споменици Новгорода и околине. Храм се такође налази и на листи културног наслеђа Руске Федерације где је заведен под бројем 5310046007.